# Miltscho Russew
Miltscho Russew (bulgarisch: Милчо Русев; * 1924 in Sliwen; † 6. August 2006) war ein bulgarischer Radrennfahrer.

## Sportliche Laufbahn
Er war Teilnehmer der Olympischen Sommerspiele 1952 in Helsinki. Beim Sieg von André Noyelle im olympischen Straßenrennen  schied er aus. Die bulgarische Mannschaft mit Ilija Weltschew, Bojan Kozew, Petar Dimitrow Georgiew und Miltscho Russew kam nicht in die Mannschaftswertung. Er bestritt auch mit dem bulgarischen Vierer die Mannschaftsverfolgung (12. Platz).